# Права интерсекс-людей в Германии
Права интерсекс-людей в Германии имеют юридическое признание их прав на физическую неприкосновенность и телесную автономию, с исключениями, но не имеют специальной защиты от дискриминации по признаку пола. В этой стране не признаются права интерсекс-людей на физическую и телесную неприкосновенность, а также отсутствуют законы по защите от дискриминации по признаку пола. В 2013 году правительство Германии приняло закон (в ответ на запрос от 2012 года Совета по этике Германии), по которому ряду интерсекс-детей должны проставлять третий гендерный маркер в документы. Этот закон подвергся критике со стороны гражданского общества и правозащитных организаций.
ООН и Amnesty International присоединились к местным правозащитным организациям в призыве к защите интерсекс-детей от нормализующих косметических операций.

## История
В каноническом праве XII века, известном как Декрет Грациана, говорится, что «вопрос о том, может ли гермафродит быть свидетелем, зависит от того, какой пол преобладает» («Hermafroditus ad testamentum adhiberi possit, qualitas sexus incalescentis ostendit»). Исторические отчеты о интерсекс-людях редки, но медицинские журналы XIX века документируют случай Готтлиба Гёттлиха, человека, который зарабатывал на жизнь, тем, что был объектом исследований для врачей и Карла Дюррге. Дюррге также зарабатывал себе на жизнь тем, что был объектом исследований для врачей. Его случай иллюстрирует историческую правовую традицию. При рождении его записали девочкой, но став совершеннолетним, Дюррге изменил имя и гендерный маркер на мужской, в соответствии со статьями 19-24 Прусского кодекса 1792 года, которые позволяли гермафродитам выбирать по достижении совершеннолетия, жить как мужчина или или как женщина. В XX веке немецким генетиком Ричардом Гольдшмидтом был придуман термин «интерсекс». В 1932 году гинеколог и акушер Ганс Науйокс из Университета Марбурга выполнил то, что было описано как первая полная операция на интерсекс-человеке и гормональное лечение пациента с тканями яичника и яичка. Пациентка была описана как «полностью функциональная» после операции и, начиная с 1934 года, спонтанно менструировала.

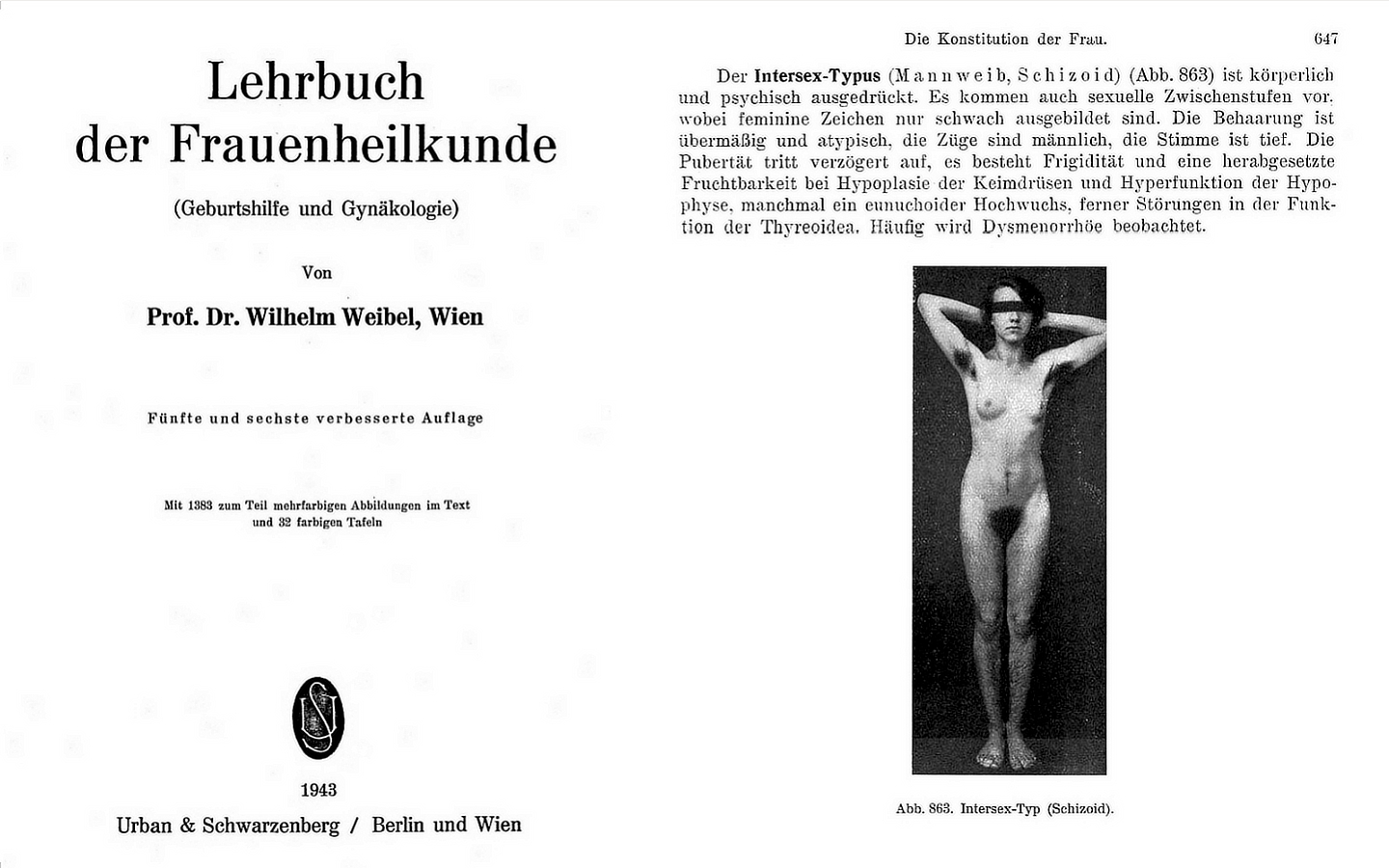
Псевдодиагностика в нацистской Германии в 1943 году. Текст гласит: «Тип интерсекс. Является физическим и выраженным. Существуют также половые промежуточные стадии, когда женские признаки развиты, но слабо. Волосы нетипичны, черты мужчины, голос низкий. Половое созревание наступает с задержкой, появляется фригидность и беспокоящая фертильность при гипоплазии половых желез и гиперфункции гипофиза, а также при нарушениях функции щитовидной железы. Часто наблюдается дисменорея».

### Нацистская Германия
Во время нацистского правления в Германии многие интерсекс-люди были либо убиты, либо скрыты от общественности. Немецкий спортсмен Дора Ратьен участвовал в Олимпийских играх 1936 года в Берлине, заняв четвертое место в прыжках в высоту среди женщин. Позже он установил мировой рекорд по прыжкам в высоту среди женщин на чемпионате Европы 1938 года. Немецкая полиция позже установила, что Ратьен был мужчиной. Позже Ратьен поменял имя на Генрих Ратьен. Далее в спорте было введено тестирование на половую принадлежность. Позднее журнал Time сообщил, что Ратьен со слезами на глазах признался, что нацисты заставили его изображать из себя женщину «во имя чести и славы Германии».

### После Второй мировой войны
В XXI веке состоялись судебные дела Кристианы Фёллинг и Микаэлы Рааб — первые успешные судебные иски против принудительных операций на интерсекс-людях.

Кроме того, в этом столетии, Германия стала первой страной Европы, признавшей третий пол, хотя это решение и признается интерсекс-активистами спорным, так как требует для некоторых интерсекс-детей принудительного проставления данного гендерного маркера. Такой закон был введен в качестве меры по предотвращению операций на интерсекс-детях, но интерсекс-организации опасаются, что это будет стимулировать такие вмешательства, и на данный момент нет доказательств сокращения числа операций после введения этого закона.

Защита прав интерсексов
Защита ряда прав интерсексов
Защита прав интерсексов в ещё более узкой выборке характеристик

## Физическая неприкосновенность
В июле 2008 года организация Intersexuelle Menschen впервые представила в Комитет ООН по ликвидации всех форм дискриминации в отношении женщин (CEDAW) «Теневой отчет», в котором подробно описываются нарушения прав человека в медицинских учреждениях и действия, не отвечающие интересам ребёнка.

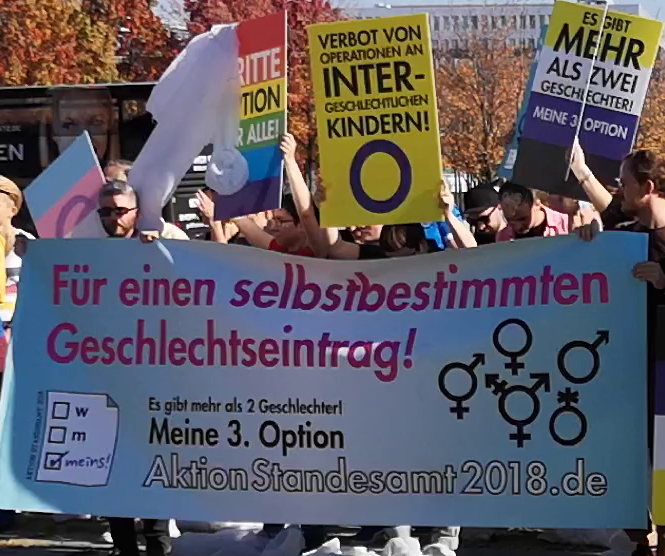
13 октября 2018 года: акция протеста против введения 3-го гендерного маркера перед ведомством федерального канцлера Германии

В 2010 году Немецкому совету по этике было поручено рассмотреть положение интерсекс-людей в Германии после того, как CEDAW потребовал защитить права интерсекс-людей. В докладе Немецкого совета по этике за 2012 год говорится, что «многие люди, которые в детстве подверглись „нормализующим“ операциям, впоследствии чувствовали, что это увечье, и никогда бы не согласились на такие операции, будучи взрослыми».
Исследование, опубликованное Ульрике Клоппель (англ. Ulrike Klöppel) в Берлинском университет имени Гумбольдта в декабре 2016 года, показывает, что в период с 2005 по 2014 год не было зафиксировано значительной тенденции в уменьшении количества операций на интерсекс-детях. В 2021 году Бундестаг принял меры правовой защиты интерсекс-людей, но эти действия подверглись критике из-за недочетов. В среднем 99 феминизирующих операций проводились каждый год, с изменением только в области медицинской классификации. Произошло увеличение числа маскулинизирующих операций, превышающее 1600 в год. Между 10-16 % детей с диагнозом гипоспадия прошла пластическую реконструкцию полового члена.
На слушаниях в Комитете ООН по ликвидации дискриминации в отношении женщин правительство Германии заявило, что необратимые медицинские вмешательства допустимы, если они представляют собой «спасительную процедуру или интересы ребенка, например, если ребенок склонен к суициду»
В 2017 году Amnesty International опубликовала отчет, осуждающий «неотложное, инвазивное и необратимое лечение с вредоносными последствиями» для детей, родившихся с вариациями половых характеристик в Германии и Дании. Было установлено, что операции проводятся при ограниченной психосоциальной поддержке, основанной на гендерных стереотипах, но без убедительных доказательств. Amnesty International сообщила, что «не существует обязательных руководств по лечению интерсекс-детей».

Запрет на нормализующие операции без личного согласия интерсекс-человека
Медицинские вмешательства приостановлены нормативно

## Возмещения ущерба
Два судебных дела Кристианы Фёллинг и Михаэлы Рааб, по возмещению ущерба за несогласованные, вредные медицинские вмешательства, были успешно рассмотрены. Оба истца были взрослыми во время медицинских вмешательств. По-видимому, нет никаких законодательных положений, предусматривающих возмещение ущерба, однако, на слушании Комитета ООН по ликвидации дискриминации в отношении женщин в феврале 2017 года правительство Германии заявило, что обсуждается вопрос о компенсационном фонде для жертв калечащих операций на половых органах.

### Дело Кристианы Фёллинг
В 2011 году дело Кристианы Фёллинг стало первым успешным иском против «нормализующего» лечения. Хирургу было приказано выплатить 100 000 евро в качестве компенсации после судебного разбирательства, которое началось в 2007 году, через тридцать лет после удаления репродуктивных органов истца.

### Дело Михаэлы Рааб
В 2015 году Микаэла Рааб подала в суд на врачей в Нюрнберге, которые не смогли должным образом проконсультировать ее. Врачи заявили, что они «действовали только в соответствии с нормами того времени и стремились защитить пациента от психосоциальных травм от получения полной правды о своих хромосомах». 17 декабря 2015 года Нюрнбергский государственный суд постановил, что Клиника Университета Эрланген-Нюрнберг должна возместить ущерб и компенсацию.

Небинарный/третий гендерный маркер доступен по желанию
Доступно только на интерсекс-людей
Обязательно для некоторых интерсекс-людей и доступно по желанию
Обязательно для некоторых интерсекс-людей с рождения
Опция недоступна или нет информации

## Документы удостоверяющие личность
В ноябре 2013 года Германия стала первой европейской страной, разрешившей «неопределенный» пол, требуя этого, когда ребёнка нельзя определить как мальчика или девочку. Это подверглось критике со стороны правозащитных интерсекс-организаций, таких как OII Germany. Совет по этике Германии и Швейцарская национальная консультативная комиссия также подвергли критике закон, заявив, что «вместо того, чтобы лица сами принимали решение о назначаемом им поле, это решение теперь принимается врачами во младенчестве».
Многие правозащитники в Германии и других странах полагают, что закон может стимулировать хирургические вмешательства, а не сокращать их. В проблемном документе Совета Европы по интерсекс-вопросу повторяются эти опасения:
Правозащитники опасаются, что отсутствие свободы выбора в отношении вхождения в поле гендерных маркеров может теперь привести к усилению стигматизации и к «аутингам» тех детей, пол которых остается неопределенным. Это вызвало обеспокоенность тем, что закон может также привести к усилению давления на родителей интерсекс-детей, чтобы они приняли решение в пользу одного пола.

## Брак
С 2017 года лица, классифицируемые как ни мужчины, ни женщины (или интерсексы), могут на законных основаниях жениться на другом лице любого пола в пределах Германии.

## Известные интерсекс-люди из Германии
- Карл М. Бэр
- Готтлиб Гёттлих
- Кристиана Фёллинг
- Сара Гронерт
- Генрих Ратьен
- Дaн Кристиан Гаттас